# 39. ceremonia wręczenia nagród David di Donatello
39. ceremonia wręczenia włoskich nagród filmowych David di Donatello odbyła się 18 czerwca 1994 roku na Kapitolu w Rzymie.

## Laureaci i nominowani
Laureaci nagród wyróżnieni są wytłuszczeniem.

### Najlepszy film
- Dziennik intymny (tytuł oryg. Caro diario, reż. Nanni Moretti)
- Per amore, solo per amore (reż. Giovanni Veronesi)
- Perdiamoci di vista!, reż. Carlo Verdone

### Najlepszy debiutujący reżyser
- Simona Izzo – Maniaci sentimentali
- Francesco Ranieri Martinotti – Abisynia (tytuł oryg. Abissinia )
- Leone Pompucci – Mille bolle blu

### Najlepszy reżyser
- Carlo Verdone – Perdiamoci di vista!
- Nanni Moretti - Dziennik intymny (tytuł oryg. Caro diario)
- Pasquale Pozzessere - Ojciec i syn (tytuł oryg. Padre i figlio)

### Najlepszy scenariusz
- Ugo Chiti i Giovanni Veronesi – Per amore, solo per amore
- Francesca Marciano i Carlo Verdone - Perdiamoci di vista!
- Nanni Moretti - Dziennik intymny (tytuł oryg. Caro diario)

### Najlepszy producent
- Aurelio De Laurentiis – Per amore, solo per amore
- Angelo Barbagallo i Nanni Moretti - Dziennik intymny (tytuł oryg. Caro diario)
- Giovanni Di Clemente - Giovanni Falcone

### Najlepsza aktorka
- Asia Argento – Perdiamoci di vista!
- Chiara Caselli - Dove siete? Io sono qui
- Barbara De Rossi - Maniaci sentimentali

### Najlepszy aktor
- Giulio Scarpati – Il giudice ragazzino
- Diego Abatantuono - Per amore, solo per amore
- Nanni Moretti - Dziennik intymny (tytuł oryg. Caro diario)
- Silvio Orlando -  Sud

### Najlepsza aktorka drugoplanowa
- Monica Scattini – Maniaci sentimentali
- Regina Bianchi - Il giudice ragazzino
- Stefania Sandrelli - Per amore, solo per amore

### Najlepszy aktor drugoplanowy
- Alessandro Haber – Per amore, solo per amore
- Giancarlo Giannini - Giovanni Falcone
- Leopoldo Trieste - Il giudice ragazzino

### Najlepszy aktor zagraniczny
- Anthony Hopkins – Okruchy dnia (tytuł oryg. The Remains of the Day)

### Najlepsza aktorka zagraniczna
- Emma Thompson – Okruchy dnia (tytuł oryg. The Remains of the Day)

### Najlepsze zdjęcia
- Bruno Cascio – Padre e figlio
- Dante Spinotti – Tajemnica starego lasu (tytuł oryg. Il segreto del bosco vecchio )
- Luca Bigazzi - Rozdarta dusza (tytuł oryg. Un'anima divisa in due)
- Giuseppe Lanci - Dziennik intymny (tytuł oryg. Caro diario)

### Najlepsza muzyka
- Nicola Piovani – Dziennik intymny (tytuł oryg. Caro diario)
- Federico De Robertis -  Sud
- Nicola Piovani - Per amore, solo per amore

### Najlepsza scenografia
- Antonello Geleng – O miłości i śmierci (tytuł oryg. Dellamorte Dellamore)
- Giantito Burchiellaro - Rozterki serca (tytuł oryg. Storia di una capinera)
- Enrico Fiorentini - Per amore, solo per amore

### Najlepsze kostiumy
- Piero Tosi – Rozterki serca (tytuł oryg. Storia di una capinera)
- Maurizio Millenotti - Tajemnica starego lasu (tytuł oryg. Il segreto del Bosco Vecchio)
- Gabriella Pescucci - Per amore, solo per amore

### Najlepszy montaż
- Carlo Valerio – Ojciec i syn (tytuł oryg. Padre i figlio)
- Nino Baragli - Per amore, solo per amore
- Marco Garrone - Dziennik intymny (tytuł oryg. Caro diario)

### Najlepszy dźwięk
- Tullio Morganti – Sud
- Benito Alchimede - Perdiamoci di vista!
- Franco Borni - Dziennik intymny (tytuł oryg. Caro diario)

### Najlepszy film zagraniczny
- W imię ojca (tytuł oryg. In the Name of the Father, reż. Jim Sheridan)

### Nagroda David Luchino Visconti
- Manoel de Oliveira

### Nagroda specjalna
- Alberto Sordi
- Stefano Dionisi
- Alberto Lattuada